# Animation Magazine
Animation Magazine este o revistă americană în format tipărit și online care conține știri și articole informative referitoare la industria animației și la efectele vizuale⁠(d). Varianta tipărită este publicată de 10 ori pe an în Statele Unite ale Americii.

## Istoric
Revista Animation Magazine a fost fondată în august 1987 de Terry Thoren, sub inspirația succesul ziarului Animation News, care fusese distribuit cu mai multe de șase luni în urmă pentru a contribui la promovarea evenimentului internațional Tournée of Animation⁠(d) și a compilațiilor de scurtmetraje produse de Thoren. Ediția tipărită este publicată de 10 ori pe an în Statele Unite ale Americii. Revista acoperă toate formele de animație: animație 2D⁠(d) (tradițională), animație 3D⁠(d) (computerizată), efecte vizuale⁠(d) și stop-motion. O versiune digitală intitulată www.animationmagazine.net a fost creată în anul 2006. Compania editoare Animation Magazine, Inc. publică, de asemenea, un buletin informativ zilnic, care prezintă știri din lumea afacerilor, artei și tehnologiei animației, inclusiv recenzii de software.

## Profil
Animation Magazine Inc. publică calendare anuale ale expozițiilor specializate, un ghid dedicat educației și carierei și 5 numere speciale consacrate premiilor Oscar și Emmy pe parcursul întregului an. Știrile din domeniul animației sunt actualizate în fiecare zi a săptămânii pe site-ul publicației. Site-ul conține, de asemenea, un portal video intitulat AniMagTV, ce prezintă reportaje scurte despre evenimentele din industria animației, precum și despre scurtmetrajele și trailerele lansate recent. Edițiile mai vechi, tipărite și digitale, ale revistei sunt arhivate și disponibile prin intermediul abonamentelor.